# Pep-Francesc Sureda i Blanes
Pep-Francesc Sureda i Blanes (Palma, Mallorca, 1916-1983) fou un metge i pintor mallorquí. Fill del metge Miquel Sureda i Blanes i de Juana Blanes Viale, nebot de Pedro Blanes Viale, i nebot de Francesc Sureda i Blanes, i de Josep Sureda i Blanes.

## Biografia
Llicenciat en Medicina i Cirúrgia per la Universitat de Barcelona i Doctor en Medicina per la Universidad Central de Madrid. Va ser Acadèmic numerari de la Reial Acadèmia de Medicina i Cirúrgia de Balears, professor de l'Escola Lul·lística Maioricense, President de l'Acadèmia Científica-Deontològica de Sant Cosme i Sant Damià, Fundador i primer Director del Sanatori Escola Mater Misericordie, Director del Museu Arqueològic Regional d'Artà, membre del patronat del Museu de Mallorca, i membre numerari de la Societat Catalana de Biologia.
Va ser un home polifacètic, destacat metge, però també humanista, arqueòleg i artista, que heretà la passió per la pintura del seu oncle, el pintor Pedro Blanes Viale.

## Exposicions individuals i col·lectives
- 1936 Saló d'Artistes Universitaris (Barcelona).
- 1957 VII Congrés Internacional de Cirúrgia i Traumatologia (Barcelona), on li va ser concedida la Medalla de Bronze de Metges Artistes.
- 1975 Galeries Costa (Palma).
- 1976 Sala Nonell (Barcelona).
- 1976 Galeria Carro (Cala Ratjada, Mallorca).
- 1976 Galeries Xaloc (Palma).
- 1975 Exposició de grup "Trece pintores para un calendario" en els Salons del Fomento del Turismo (Palma).
- 1977 La Llotja (Palma).
- 1977 Casa de Cultura i Biblioteca (Artà, Mallorca).
- 1978 Sala Macarrón (Madrid).
- 1981 Sa Nostra (Manacor).
- 1983 Ajuntament de Santanyí (Santanyí).
- 1984 Cercle de Belles Arts; Casal Balaguer (Palma).
- 1984 Galeria Fluxà (Palma).
- 1986 Mutuelles Unies (París).
- 1988 Galería de Arte del Hotel Son Vida (Palma).
- 1990 La Caixa (Barcelona).
- 1990 Galería de arte Quesada (Montevideo, Uruguai).
- 1990 La Caixa (València).
- 1991 Colegio de Médicos de Baleares (Palma).
- 1993 Fundación Barceló (Palma).

## Obra artística
Els anys 50 seran d'intensa activitat i dedicació professional a la Medicina. Tot i així, pinta alguns paisatges i figures. A poc a poc abandonarà la pintura figurativa per dedicar-se quasi exclusivament al paisatge. D'aquesta època són alguns quadres de Formentor, Cala Ratjada, Colònia de Sant Pere, Badia d'Alcúdia i Serra de Tramuntana.
De 1964 a 1974 pinta paisatges de Cala Agulla, Son Moll, Es Carregador, Far i Port de Cala Ratjada, Plaja de Canyamel, Es Cap Vermell, Costa de los Pinos, Port Verd, Badia d'Alcúdia i Formentor.
En els anys 80, els jardins seran la seva temàtica preferida: Raixa, Alfàbia, la Cartoixa de Valldemossa i el de la casa familiar (Can Sureda) d'Artà. També els detalls dels interiors dels temples, cercant efectes de llum, como el retaule barroc de la capella del Corpus Christi de la catedral de Palma, la capella del Roser de l'església Parroquial d'Artà i el santuari de Sant Salvador d'Artà.

## Col·leccions
- Banca Mas Sardà (Barcelona).
- Capella Clàssica Mallorquina (Palma).
- Col·legi de Metges de Balears (Palma).
- Fomento del Turismo de Baleares(Palma).
- Fundació Barceló (Palma).
- Fundació Castellblanch (Barcelona).
- La Caixa (Barcelona).
- La Caixa (València).
- Museo Eusebio Giménez (Mercedes, Uruguai).
- Museo San Pío V (València).
- Sa Nostra (Palma).
- Sociedad Española de Artistas Médicos (Madrid).

## Obra literària

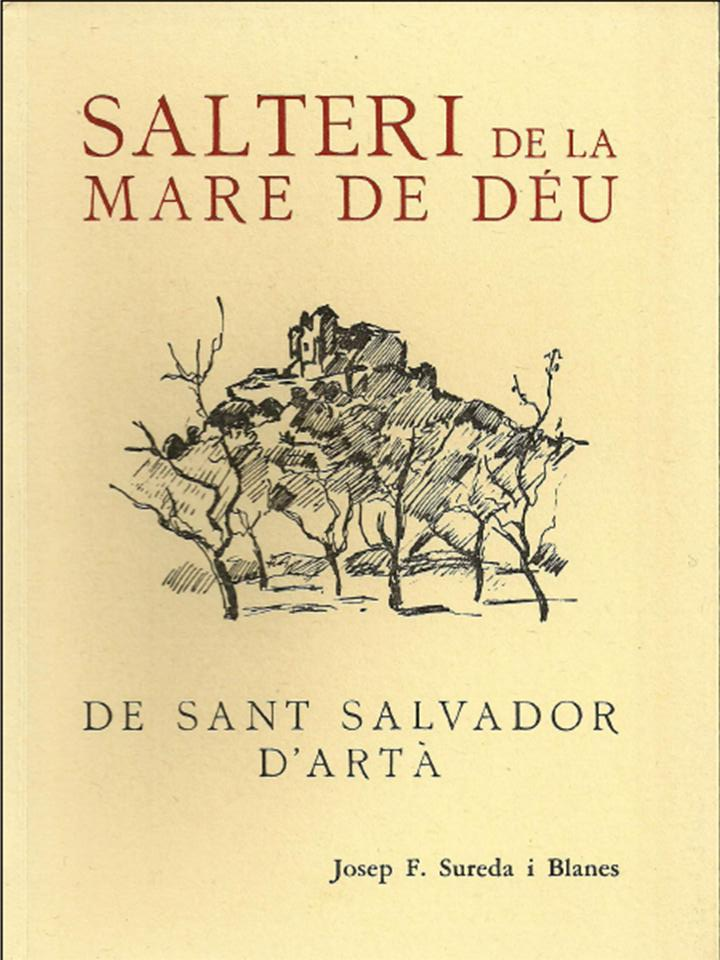
Portada del llibre: Salteri de la Mare de Déu de Sant Salvador d'Artà de Josep Francesc Sureda i Blanes

- Salteri de la Mare de Déu de Sant Salvador d'Artà (1975)